# Lepidochitona dentiens
Lepidochitona dentiens is een keverslak uit de familie Ischnochitonidae.
Lepidochitona dentiens wordt 10 tot 13 mm lang.
Deze soort komt voor van Alaska tot Monterey in Californië.